# Mustela erminea lymani
Mustela erminea lymani es una subespecie de  mamíferos carnívoros  de la familia Mustelidae subfamilia Mustelinae.

## Distribución geográfica
Se encuentra en Siberia.